# نیلدی (شهرستان مناس)
نیلدی (به قرقیزی: Нылды، نىلدى) یک منطقهٔ مسکونی در قرقیزستان است که در شهرستان مناس واقع شده‌است. نیلدی ۶۸۷ نفر جمعیت دارد و ۱٬۳۳۳ متر بالاتر از سطح دریا واقع شده‌است.